# محاسبه ذهنی

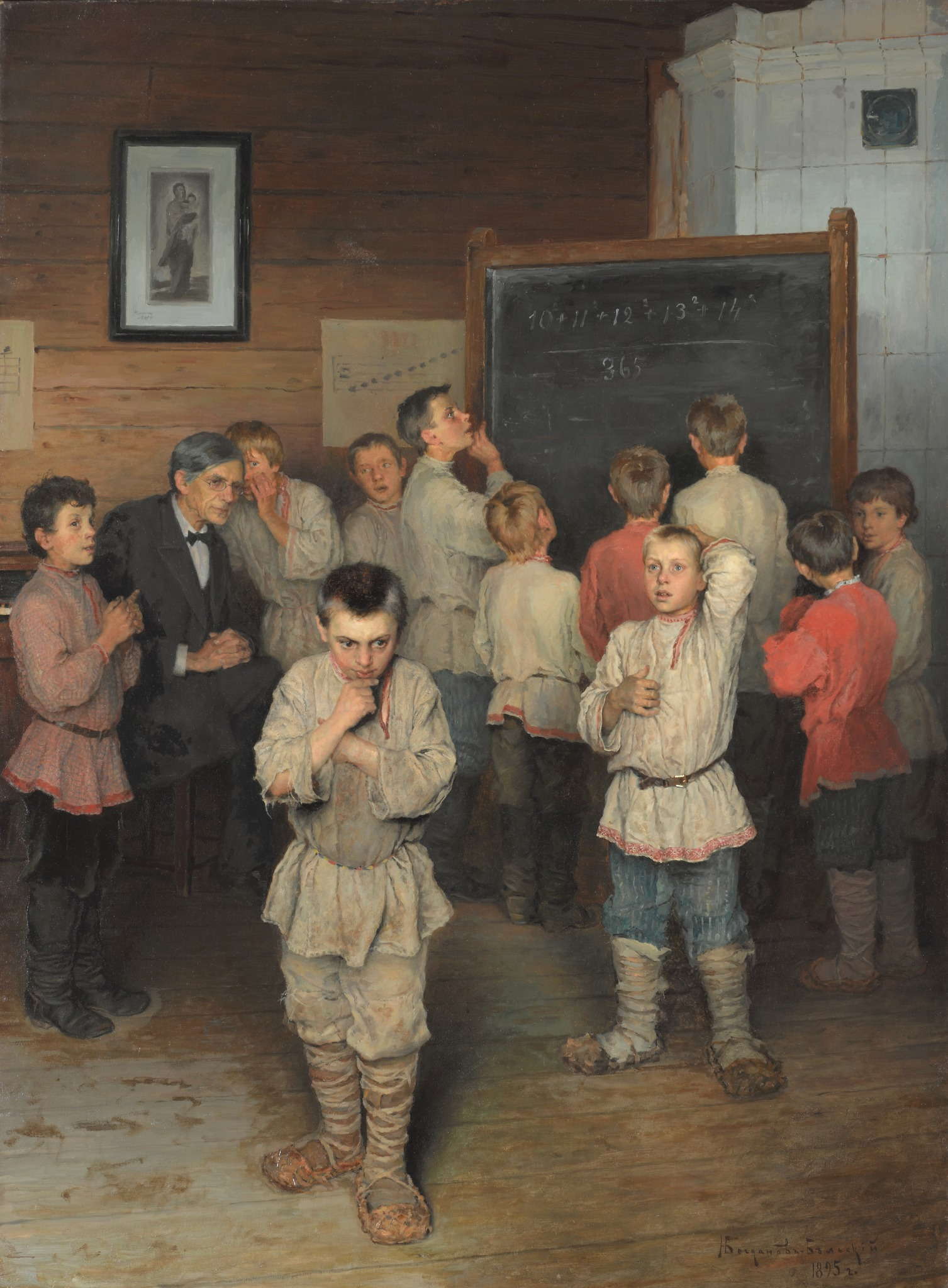
محاسبات در کله‌هایشان - نیکولای بوگدانوف (۱۸۹۵)

محاسبه ذهنی شامل محاسبات ریاضی تنها با استفاده از توانایی‌های مغز انسان بدون کمک ماشین حساب، کامپیوتر، خودکار یا کاغذ است.
برای نمونه می‌توان از روش‌های محاسبه یاکوف تراختنبرگ و بیل هندلی نام برد.

## روش‌های محاسبه ذهنی عمل ضرب

محاسبه ۸×۹ و ۶×۷

در این روش عمل محاسبه بدون استفاده از جدول ضرب و صرفاً به وسیله عمل جمع انجام می‌گیرد. به کمک این روش به صورت ذهنی می‌توان به راحتی اعداد بسیار بزرگ را در هم ضرب و جواب صحیح را بدست آورد.

### روش ضرب اعداد در عدد ۱۱
روش تراختنبرگ برای ضرب اعداد مختلف در عدد یازده به صورت زیر است:
۱- سمت راست‌ترین رقم مضروب (عددی که در یازده ضرب می‌شود) را به عنوان رقم سمت راست جواب می‌نویسیم
۲- هر رقم از مضروب با همسایه طرف چپ آن جمع می‌شود، یعنی هر دو عدد متوالی از مضروب باهم جمع می‌شوند؛ و حاصل جمع‌ها به ترتیب رقم‌های سمت راست تا چپ حاصلضرب می‌باشند. اما اگر حاصل جمع دو رقم متوالی دارای نقلی بود، ابتدا یکان آنرا می‌نویسم و دهگان آنرا به حاصل جمع دو رقم متوالی بعدی اضافه می‌کنیم. سمت چپ‌ترین رقم نیز اگر نقلی داشته باشد با آن جمع می‌شود، در غیر اینصورت خودش نوشته می‌شود.
مثال: ۱۱×۶۳۳
حل:
۱- سمت راست‌ترین رقم ۶۳۳ یعنی ۳، اولین رقم سمت راست حاصلضرب است.
۲- هر دو رقم متوالی از عدد ۶۳۳ با هم جمع می‌شوند، یعنی ۳ با ۳ جمع می‌شود که از آن عدد ۶ به دست می‌آید. این دستور را دوباره به همان شکل تکرار می‌کنیم، اینبار ۳ با ۶ جمع می‌شود که از آن عدد ۹ به دست می‌آید. ۶ نیز سمت چپش رقمی ندارد و دارای نقلی نیز نیست پس با چیزی جمع نمی‌شود.
بنابر این حاصلضرب ۶۳۳×۱۱ می‌شود ۶۹۶۳

### روش ضرب اعداد در عدد ۱۲
برای ضرب اعداد در عدد دوازده طبق روش تراختنبرگ می‌بایست هر عدد دوبرابر شده و با همسایه اش جمع شود.
به عنوان مثال برای ضرب ۴۱۳×۱۲ به روش زیر عمل می‌شود:
۱- رقم سمت راست مضروب را دوبرابر می‌کنیم و به عنوان اولین رقم سمت راست جواب می‌نویسیم؛ یعنی ۳×۲=۶ که عدد ۶ اولین رقم جواب از سمت راست خواهد بود.
۲- عدد۱ را دوبرابر می‌کنیم و با عدد ۳ جمع می‌کنیم؛ ۱×۲+۳=۵. دوباره اینکار را تکرار می‌کنیم، اینبار برای عدد۴؛ داریم:۴×۲+۱=۹
۳- اولین رقم سمت چپ مضروب، اولین رقم سمت چپ حاصلضرب خواهد بود که در اینجا عدد۴ است
در نهایت به دست می‌آید: ۴۱۳×۱۲= ۴۹۵۶
نکته:اگر مجموع دو عدد بیشتر از ۱۰ باشد ، باید یکان عدد را به عنوان جواب انتخاب کرده و دهگان را نیز به جواب عدد بعدی اضافه خواهیم کرد.
به عنوان مثال برای ضرب ۷۴۵×۱۲ به روش زیر عمل می کنیم:
۱-عدد ۵ را دو برابر می کنیم که جواب ۱۰ می شود پس ۰ اولین رقم سمت راست جواب خواهد بود. ۲×۵=۱۰
۲-عدد ۴ را دو بابر می کنیم و با ۵ جمع می کنیم؛ ۲×۴=۸+۵=۱۳ ، سپس عدد یک را که از حاصل ضرب عدد قبلی داریم به آن اضافه می‌کنیم که جواب ۱۴ می‌شود ، پس ۴ دومین عدد ما خواهد بود. برای عدد ۷ نیز همین روش را استفاده می کنیم که به شکل زیر خواهد شد ؛ ۲×۷=۱۴+۴+۱=۱۹ ، پس سومین عدد ۹ خواهد بود.
۳-و در نهایت عدد ۷ را با یک جمع کرده و به عنوان آخرین عدد قرار می دهیم که جواب این گونه می‌شود: ۷۴۵ × ۱۲ = ۸۹۴۰

## روش‌های محاسبه ذهنی عمل جمع
روش‌هایی که موجب تسهیل عملیات جمع ذهنی می‌شوند همگی زیر دستهٔ این موضوع قرار می‌گیرد. بدین ترتیب روش‌هایی که هیچگونه تشابهی به روش‌های در مدرسه ندارند پدید آمده‌است؛ که سرجمع آن‌ها مطابق زیر است.